# تيودورو أوروزكو
تيودورو أوروزكو (بالإسبانية: Teodoro Orozco)‏ (22 أكتوبر 1963 في المكسيك - ) هو مدرب كرة قدم ولاعب كرة قدم مكسيكي في مركز الدفاع. شارك مع منتخب المكسيك تحت 20 سنة لكرة القدم. أما مع النوادي، فقد لعب مع نادي بويبلا ونادي مونتيري وأتلاتيكو إيرابواتو.

## وصلات خارجية
- تيودورو أوروزكو على موقع الاتحاد الدولي (مؤرشف)  (الإنجليزية)
- تيودورو أوروزكو على موقع قاعدة بيانات كرة القدم.إي يو (الإنجليزية)